# Lago Boracifero (Monterotondo Marittimo)
Lago Boracifero è una frazione del comune italiano di Monterotondo Marittimo, nella provincia di Grosseto, in Toscana.

## Geografia fisica
La frazione è situata nell'area delle Colline metallifere, si sviluppa nelle adiacenze dell'omonimo lago ed è compresa nel Parco naturalistico delle Biancane. La località San Federigo, in particolare, situata presso l'abitato di Lago Boracifero, è nota per la massiccia presenza di manifestazioni naturali geotermiche con soffioni e fumarole.

## Storia
La frazione nacque nel corso del XIX secolo per sfruttare le caratteristiche geotermiche del lago Boracifero. A partire dal 1827, l'ingegnere e imprenditore François Jacques de Larderel, il quale promuoveva lo sfruttamento industriale dei soffioni boraciferi delle Colline metallifere, impiantò in questa località tre stabilimenti per la produzione di acido borico.
Per permettere l'evaporazione dell'acqua sulfurea necessaria alla produzione di acido borico, furono scavati nel 1840 dei lagoni artificiali in località Fontemotina: la prima perforazione da 7 braccia toscane della storia. Il centro abitato andò così a svilupparsi nei pressi della storica fattoria del lago come un piccolo sobborgo industriale, con la costruzione di infrastrutture e strutture per la captazione e il trasporto del vapore, la centrale del lago con i pozzi, i vaporodotti e le teleferiche, oltre ai palazzoni del villaggio degli operai. La prima centrale elettrica fu costruita nel 1914 e in seguito sorsero vari stabilimenti per la conversione dell'energia geotermica in energia elettrica.
La frazione ha subito un forte calo della popolazione nel corso della seconda metà del XX secolo.

## Monumenti e luoghi d'interesse

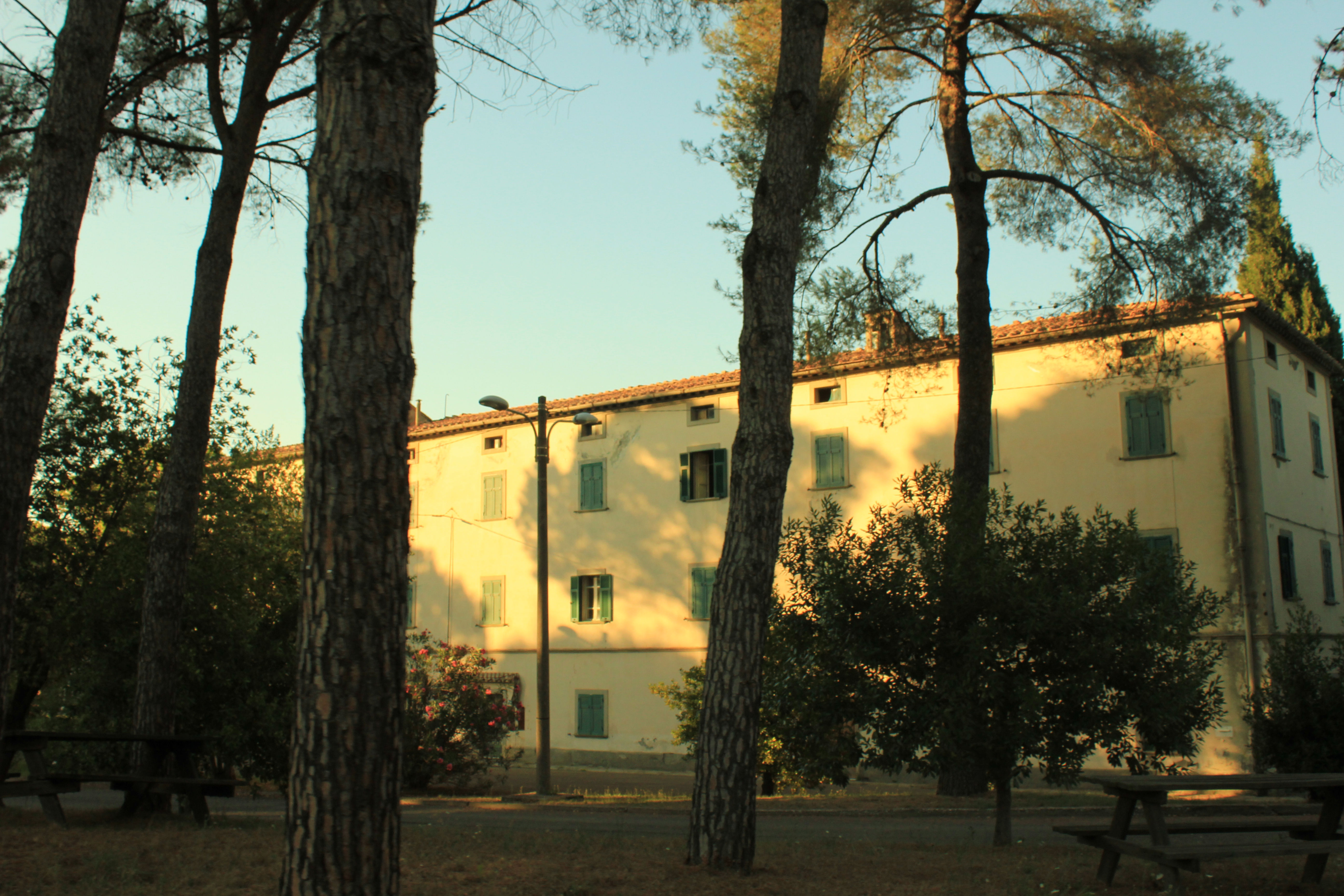
I palazzoni del Villaggio Boracifero

- Oratorio della Madonna di Montenero, edificio sacro che fa parte della storica fattoria del Lago, fu fatto edificare da De Larderel nel 1853 in onore della Madonna di Montenero, protettrice degli stabilimenti industriali geotermici.[2]
- Parco naturalistico delle Biancane, parco naturale che comprende il lago Boracifero.

## Società

### Evoluzione demografica
Quella che segue è l'evoluzione demografica della frazione di Lago Boracifero.
| Anno | Abitanti |
| ---- | -------- |
| 1961 | 142      |
| 1981 | 127      |
| 2001 | 51       |
| 2011 | 35       |

## Economia
La frazione è legata indissolubilmente nella propria storia all'attività geotermica e allo sfruttamento dei soffioni boraciferi: in seguito tale attività è stata convertita in produzione di energia elettrica. Oggi è sede di un centro di coordinamento dell'Enel riguardante la gestione delle centrali elettriche del circondario metallifero. Un tempo fiorente anche a livello agricolo, vi si trovano numerosi impianti di serricoltura. Presso la fattoria del Lago ha sede il distretto di energie rinnovabili "ERGEA".